# 青海杜鹃
青海杜鹃（学名：Rhododendron qinghaiense）为杜鹃花科杜鹃花属下的一个种。

## 扩展阅读
- 維基物種上的相關：青海杜鹃